# Lowell (Kansas)
Lowell es un lugar designado por el censo ubicado en el condado de Cherokee en el estado estadounidense de Kansas. En el año 2010 tenía una población de 283 habitantes.

## Geografía
Lowell se encuentra ubicado en las coordenadas 37°3′0.42″N 94°42′5.25″O / 37.0501167, -94.7014583 (37.0501180 -94.7014580).